# Olmecazomus brujo
Espèce
Synonymes
- Olmeca brujo Monjaraz-Ruedas & Francke, 2017

Olmecazomus brujo est une espèce de schizomides de la famille des Hubbardiidae.

## Distribution
Cette espèce est endémique du Veracruz au Mexique. Elle se rencontre vers San Andrés Tuxtla, Catemaco et Pajapan.

## Description
Le mâle holotype mesure 4,48 mm, les mâles mesurent de 4,48 à 4,96 mm et les femelles de 5,20 à 6,16 mm.

## Publication originale
- Monjaraz-Ruedas & Francke, 2017 : A new genus of schizomids (Arachnida: Schizomida: Hubbardiidae) from Mexico, with notes on its systematics. Systematics and Biodiversity, vol. 15, no 5, p. 399-413.